# Gabrielle Rose
Gabrielle Elaine Franco Rose (Rio de Janeiro, 1 de novembro de 1977) é uma nadadora brasilo-americana, que participou de duas edições dos Jogos Olímpicos: em 1996 pelo Brasil e, em 2000, pelos Estados Unidos.
Portadora de dupla nacionalidade, residia em Memphis, no Tennessee, começou a nadar aos quatro anos. Em 1991 passou a atuar pelo Clube de Regatas do Flamengo e, depois, se transferiu para o Esporte Clube Pinheiros.
Estudou e competiu pela Universidade Stanford, onde se formou em artes e estudos americanos; fez MBA na mesma universidade em administração e negócios e, atualmente, trabalha como life coaching perto de Chicago.

## Trajetória esportiva

### Pelo Brasil
Nos Jogos Pan-Americanos de 1995 em Mar del Plata, Gabrielle Rose ganhou três medalhas: a prata nos 100 metros borboleta, e duas medalhas de bronze nos revezamentos 4x100 metros livre, junto com Raquel Takaya, Paula Marsiglia e Paula Carvalho Aguiar, e 4x100 metros medley, junto com Fabíola Molina, Patrícia Comini e Paula Carvalho Aguiar. Ela também terminou em quinto lugar nos 100 metros livre, e sexto lugar nos 200 metros medley.
No Campeonato Mundial de Natação em Piscina Curta de 1995 realizado no Rio de Janeiro, terminou em quarto lugar nos 200 metros medley, com um tempo de 2m12s64; sexto lugar no revezamento 4x100 metros medley, com um tempo de 4m12s76; sexto lugar no revezamento 4x100 metros livre, junto com Paula Aguiar, Lúcia Santos e Raquel Takaya, batendo o recorde sul-americano com o tempo de 3m45s87; e oitavo lugar nos 100 metros borboleta com o tempo de 1m00s34, novo recorde sul-americano. Nas eliminatórias dos 100 metros livre, ela também quebrou o recorde sul-americano, com o tempo de 56s13.
Nos Jogos Olímpicos de Verão de 1996 em Atlanta, terminou em 14º nos 100 metros borboleta, 22º nos 200 metros medley, e 23º nos 100 metros livre.
Foi recordista brasileira dos 100 metros livre, 100 metros borboleta, 100 metros peito e 200 metros medley.

### Pelos Estados Unidos
Em 1999, passou a representar os Estados Unidos nas competições oficiais.
Nos Jogos Pan-Americanos de 1999 em Winnipeg, terminou em quarto lugar nos 200 metros medley.
Nos Jogos Olímpicos de Verão de 2000 em Sydney, foi à final dos 200 metros medley, terminando em sétimo lugar.
No Campeonato Mundial de Natação em Piscina Curta de 2002 em Moscou, obteve três medalhas de prata, nas provas dos 100 metros medley, 200 metros medley e 4x200 metros livre.
No Campeonato Pan-Pacífico de Natação de 2002 em Yokohama, ganhou a medalha de prata nos 200 metros medley. Além disso, foi à semifinal dos 100 metros livres, classificando-se em quinto lugar, não indo à final porque apenas duas norte-americanas poderiam se classificar, e por ela ter sido a quarta americana; e, nos 100 metros peito, ficou em sexto lugar na eliminatória, não nadando a semifinal.